# Miyakella
Miyakella là một chi tôm tít thuộc họ Squillidae. Trước đây, chi này được gọi bằng tên Miyakea Manning, 1995.

## Các loài
- Miyakella holoschista (Kemp, 1911)
- Miyakella nepa (Latreille 1828)